# Miroslav Formánek
Miroslav Formánek (ur. 25 grudnia 1984) – słowacki skoczek narciarski. Reprezentant i medalista mistrzostw kraju. Uczestnik Mistrzostw Świata w Narciarstwie Klasycznym 2001 (26. miejsce w konkursie indywidualnym na skoczni normalnej). Dwukrotnie brał udział w mistrzostwach świata juniorów (2001 i 2002), startował też w zimowym olimpijskim festiwalu młodzieży Europy (2001).

## Przebieg kariery

### Początki
W drugiej połowie lat 90. XX wieku (od 1995 do 2000) wielokrotnie brał udział w rozgrywanych w obsadzie międzynarodowej lokalnych konkursach dla dzieci i młodzieży odbywających się w Czechach i na Słowacji. W tym czasie pojawiał się również na starcie zawodów krajowych w Polsce (startował między innymi w Letnich Mistrzostwach Polski w Skokach Narciarskich 1999).

### Sezon 2000/2001

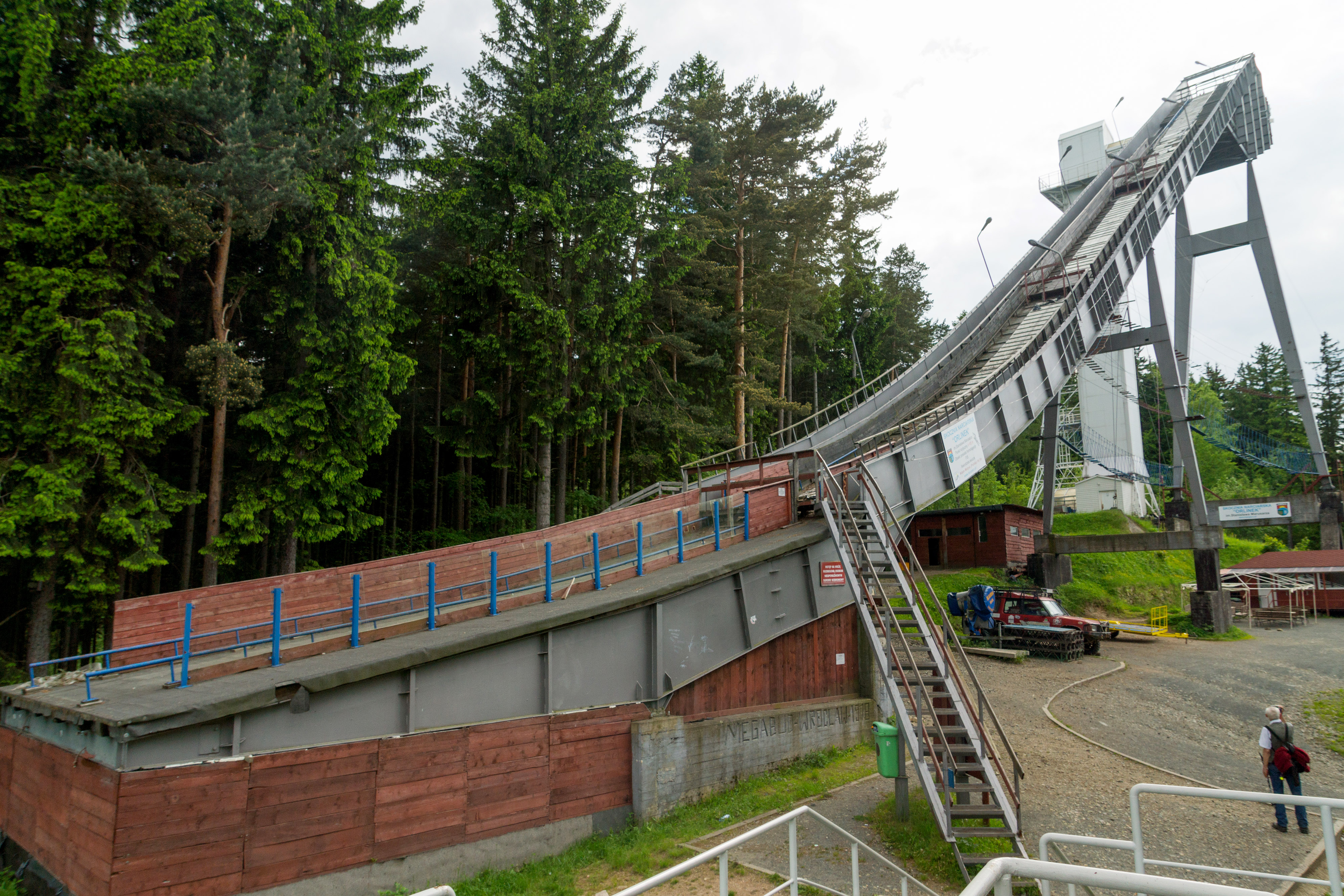
Orlinek (stan w czerwcu 2013) w Karpaczu – obiekt, na którym Formánek rozpoczął swoje oficjalne starty na arenie międzynarodowej

Formánek w oficjalnych zawodach międzynarodowych w skokach narciarskich rozgrywanych pod egidą Międzynarodowej Federacji Narciarskiej zadebiutował 1 lutego 2001 w Karpaczu, gdzie w konkursie drużynowym mistrzostw świata juniorów ze słowacką reprezentacją uplasował się na 12. miejscu, indywidualnie uzyskując 4. rezultat konkursu. Dwa dni później w konkursie indywidualnym zajął 6. pozycję (ex aequo z Tomaszem Pochwałą), tracąc do miejsca na podium 12 punktów. Dzięki temu startowi otrzymał, wspólnie z Matejem Uramem, powołanie do reprezentacji Słowacji na Mistrzostwa Świata w Narciarstwie Klasycznym 2001.
6 lutego 2001 w Szczyrbskim Jeziorze podczas Mistrzostw Słowacji w Skokach Narciarskich 2001 zdobył srebrny medal w konkursie indywidualnym na skoczni normalnej, a także, wraz z pierwszym zespołem klubu LKS Dukla Bańska Bystrzyca, tytuł mistrza kraju w konkursie drużynowym na tym samym obiekcie.
Przed startem na mistrzostwach świata seniorów wziął jeszcze udział w pięciu konkursach Pucharu Kontynentalnego, rozegranych między 9 a 18 lutego 2001, za każdym razem awansując do drugiej serii – indywidualnie zajął wówczas kolejno miejsca: 6. (w miejscowości Schönwald im Schwarzwald), 23. (w Titisee-Neustadt) i 25. (w Planicy), a w konkursach drużynowych uplasował się na pozycji 8. (Titisee-Neustadt) i 7. (Planica). Dzięki zdobytym wówczas indywidualnie 54 punktom został sklasyfikowany na 131. miejscu w klasyfikacji generalnej sezonu 2000/2001 tego cyklu.
Za sprawą wyników w konkursach indywidualnych w Schönwaldzie i Titisee-Neustadt zajął również 13. lokatę w Turnieju Schwarzwaldzkim.

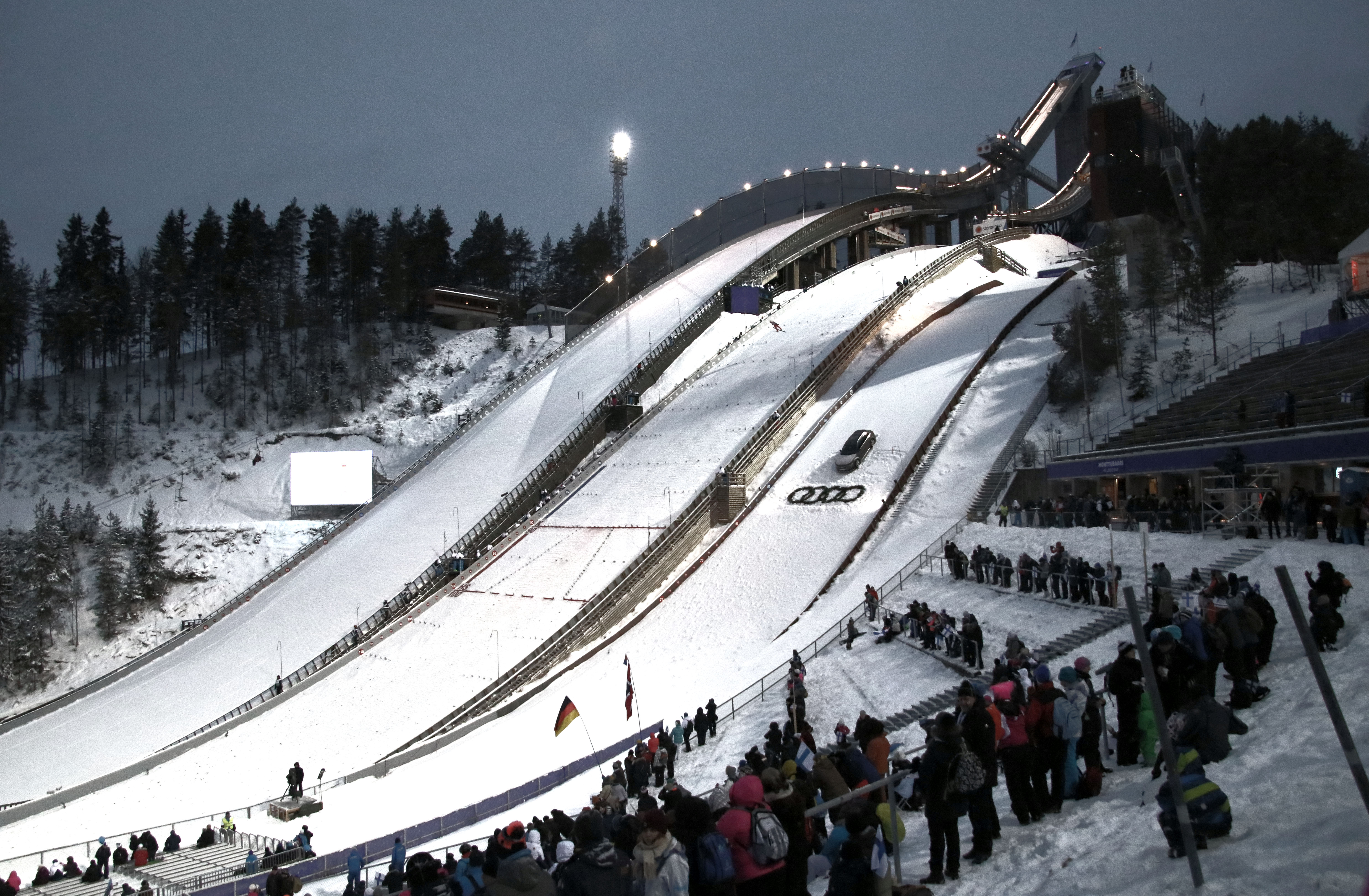
Kompleks skoczni Salpausselkä (stan w lutym 2017) w Lahti – na skoczni normalnej (na zdjęciu w środku) Formánek zajął 26. miejsce w mistrzostwach świata seniorów w 2001 roku

23 lutego 2001, w wieku nieco ponad 16 lat, w swoim debiucie w mistrzostwach świata seniorów zajął 26. miejsce w konkursie indywidualnym na skoczni normalnej (ex aequo z Marcinem Bachledą). Jest tym samym jednym z trzech skoczków (obok Martina Mesíka i Martina Švagerki), którzy startując w barwach Słowacji zajęli miejsce w czołowej „trzydziestce” konkursu indywidualnego mistrzostw świata.
W marcu 2001 po raz pierwszy został zgłoszony do zawodów Pucharu Świata, jednak odpadł w kwalifikacjach do konkursów lotów narciarskich, które 3 i 4 marca odbyły się w niemieckim Oberstdorfie. Ustanowił wówczas swój rekord życiowy, wynoszący 180,5 metra.
Na zakończenie sezonu 2000/2001 wystartował jeszcze w rozegranym w marcu 2001 w Vuokatti zimowym olimpijskim festiwalu młodzieży Europy, gdzie indywidualnie był 14., a drużynowo zajął 11. pozycję.
W ankiecie Słowackiego Związku Narciarskiego na „Narciarza Roku 2001” (słowac. Lyžiar roka 2001) zdobył 79 punktów, zajmując 4. miejsce (wyprzedzili go: Ivan Bátory, Veronika Zuzulová i Martin Bajčičák).

### Sezon 2001/2002
Latem 2001 wziął udział w sześciu konkursach Pucharu Kontynentalnego – w Villach dwukrotnie nie przebrnął kwalifikacji, w Calgary zajął 32. i 16. miejsce, a w Park City uplasował się na 17. i 21. pozycji. Miał również wystartować w zawodach tego cyklu w Oberhofie, jednak ze względu na fakt, iż zachorował wówczas na grypę, nie został ostatecznie do nich zgłoszony. W październiku 2001 w Bańskiej Bystrzycy zdobył mistrzostwo Słowacji juniorów na igelicie (konkurs miał charakter otwarty, w zmaganiach z obcokrajowcami Formánek przegrał z Pavlem Fízkiem i Janem Mazochem).

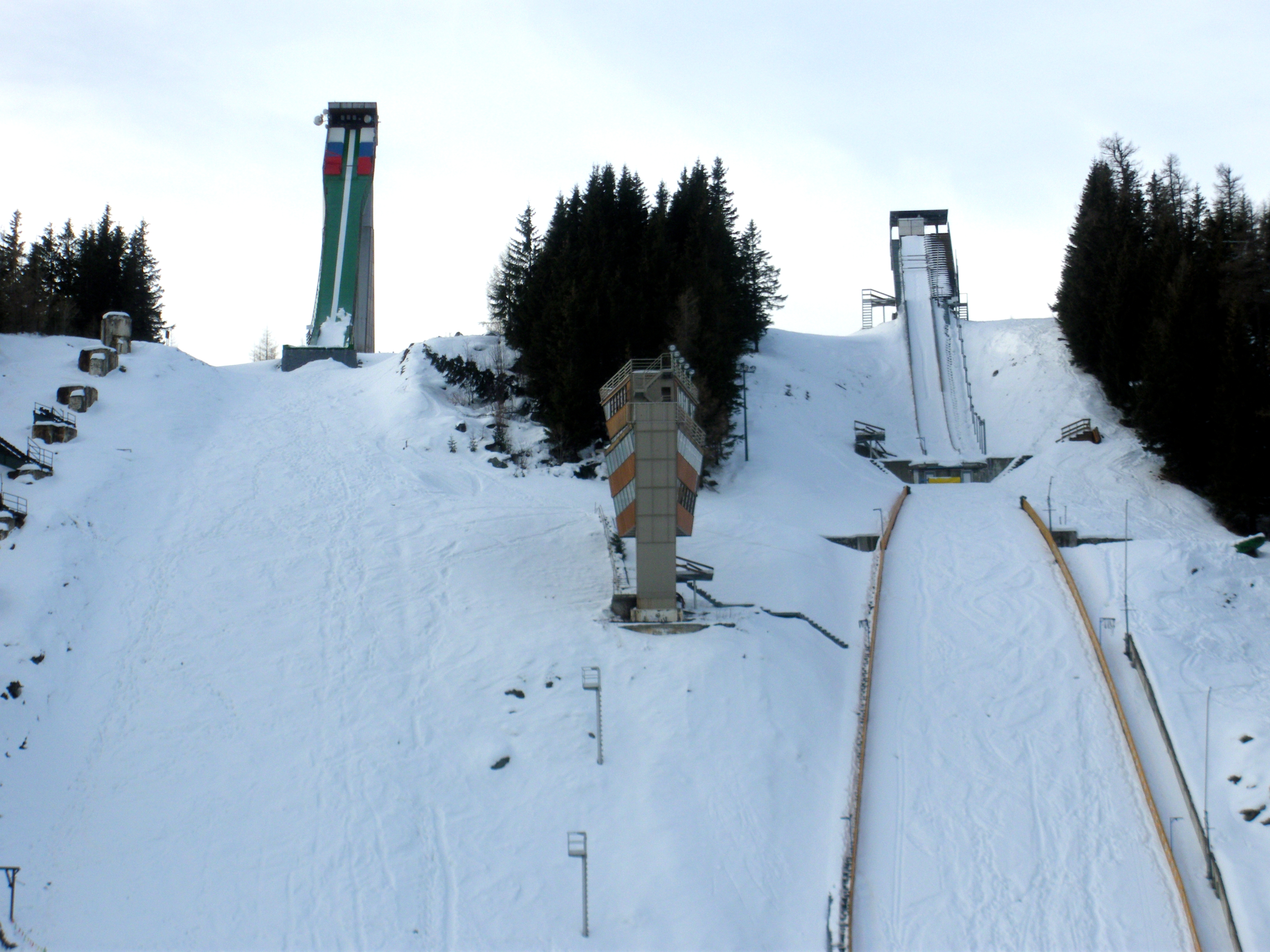
Na skoczni normalnej MS 1970 B (na zdjęciu po prawej; stan w styczniu 2012) w Szczyrbskim Jeziorze Formánek sięgał po medale mistrzostw kraju zarówno w kategorii seniorów, jak i juniorów

Według stanu na koniec października 2001 Formánek był jedynym słowackim skoczkiem narciarskim, który wywalczył kwalifikację na Zimowe Igrzyska Olimpijskie 2002. W olimpijskim sezonie zimowym (2001/2002), po zajęciu miejsc w szóstej dziesiątce (55. i 60. pozycja) w konkursach Pucharu Kontynentalnego w Ruce rozegranych 17 i 18 listopada 2001, do połowy stycznia 2002 nie wystartował jednak w żadnych zawodach międzynarodowych, w związku z czym Słowacki Związek Narciarski rozważał możliwość zajęcia jego miejsca w reprezentacji Słowacji na Zimowego Igrzyska Olimpijskie 2002 przez Martina Mesíka. Ostatecznie na igrzyska nie pojechał jednak żaden słowacki skoczek.
Formánek powrócił do rywalizacji międzynarodowej 26 stycznia 2002, zajmując 32. pozycję w konkursie indywidualnym mistrzostw świata juniorów. Do końca sezonu zimowego 2001/2002 wystartował jeszcze w trzech konkursach Pucharu Kontynentalnego, zajmując miejsca w piątej (46. w Gallio), szóstej (52. w Gallio) i siódmej dziesiątce (68. w Schönwald im Schwarzwald). Dzięki zdobytym w letnich zawodach Pucharu Kontynentalnego 39 punktom zajął 160. miejsce w klasyfikacji generalnej sezonu 2001/2002 tego cyklu, a za sprawą startu w Schönwaldzie został sklasyfikowany na 84. lokacie w Turnieju Schwarzwaldzkim.
W lutym 2002 w Szczyrbskim Jeziorze zdobył tytuł mistrza Słowacji juniorów w konkursie indywidualnym na skoczni normalnej. Był wówczas również najlepszy w otwartym konkursie w tej kategorii wiekowej, pokonał zatem polskich rówieśników.

### Sezon 2002/2003
W październiku 2002 w Bańskiej Bystrzycy zdobył brązowy medal letnich mistrzostw Słowacji w konkursie indywidualnym na skoczni średniej (w rywalizacji otwartej był czwarty, oprócz Słowaków Rastislava Leško i Vladimíra Roško pokonał go również Czech Jiří Mazoch). W sezonie letnim 2002 nie wystąpił w żadnych oficjalnych zawodach międzynarodowych rozgrywanych pod egidą FIS. Do rywalizacji na tym poziomie powrócił w sezonie zimowym 2002/2003, zajmując w Titisee-Neustadt miejsca w dziewiątej dziesiątce (85. i 84. pozycja) konkursów Pucharu Kontynentalnego rozegranych 25 i 26 stycznia 2003.

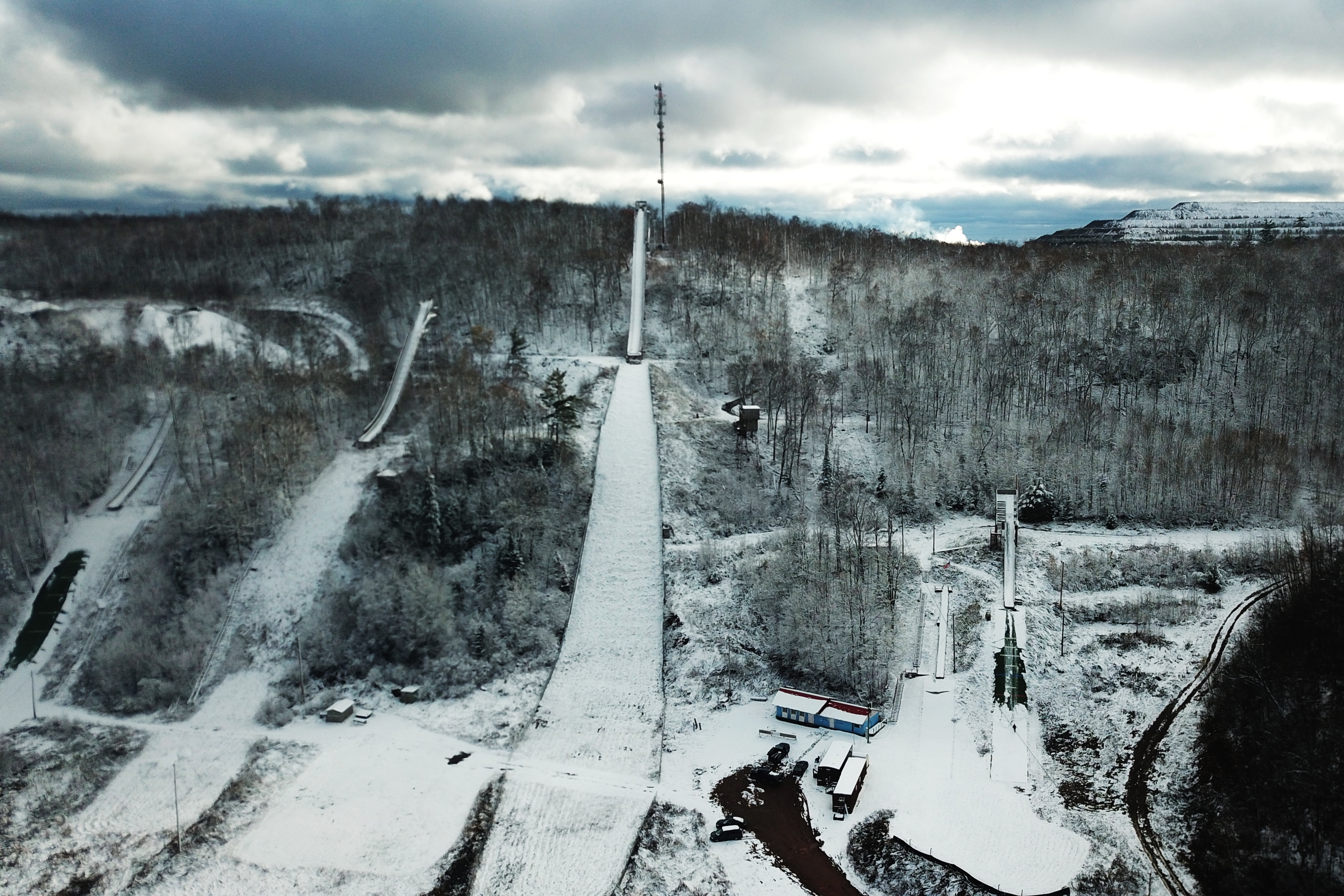
Suicide Hill (w środku; stan w październiku 2017) w Ishpeming – skocznia, na której Formánek po raz ostatni wystąpił w oficjalnych zawodach międzynarodowych

Na przełomie lutego i marca 2003 wziął udział w konkursach Pucharu Kontynentalnego w Stanach Zjednoczonych. Po pierwszym starcie w Westby, gdzie zajął 51. miejsce, w pozostałych trzech, rozegranych w Ishpeming, zajmował miejsce w czołowej „trzydziestce”, plasując się dwukrotnie na 24. pozycji i raz na 19. miejscu. Ostatni z tych startów, który miał miejsce 2 marca 2003, gdy Formánek miał nieco ponad 19 lat i 2 miesiące, był jednocześnie jego ostatnim w oficjalnych zawodach międzynarodowych. Tym samym między jego pierwszym (1 lutego 2001) a ostatnim (2 marca 2003) startem w konkursie tej rangi minęły 2 lata i 1 miesiąc.
Dzięki zdobytym w amerykańskich konkursach 26 punktom został sklasyfikowany na 135. miejscu w klasyfikacji generalnej sezonu 2002/2003 Pucharu Kontynentalnego.
Przed listopadem 2003 zakończył karierę zawodniczą.

## Mistrzostwa świata

### Indywidualnie
| 2001 Lahti | – | 26. miejsce (K-90) |

### Starty na mistrzostwach świata – szczegółowo
| Miejsce | Dzień     | Rok  | Miejscowość | Skocznia     | Punkt K | Konkurs | Skok 1 | Skok 2 | Nota      | Strata   | Zwycięzca   |
| ------- | --------- | ---- | ----------- | ------------ | ------- | ------- | ------ | ------ | --------- | -------- | ----------- |
| 26.     | 23 lutego | 2001 | Lahti       | Salpausselkä | K-90    | ind.    | 78,0 m | 82,0 m | 173,0 pkt | 73,0 pkt | Adam Małysz |

## Mistrzostwa świata juniorów

### Indywidualnie
| 2001 Karpacz  | – | 6. miejsce  |
| 2002 Schonach | – | 32. miejsce |

### Drużynowo
| 2001 Karpacz | – | 12. miejsce |

### Starty na mistrzostwach świata juniorów – szczegółowo
| Miejsce | Dzień       | Rok  | Miejscowość | Skocznia          | Punkt K | Konkurs | Skok 1 | Skok 2 | Nota                   | Strata    | Zwycięzca            |
| ------- | ----------- | ---- | ----------- | ----------------- | ------- | ------- | ------ | ------ | ---------------------- | --------- | -------------------- |
| 12.     | 1 lutego    | 2001 | Karpacz     | Orlinek           | K-85    | druż.   | 86,0 m | 85,0 m | 736,5 pkt. (221,0 pkt) | 155,5 pkt | Finlandia            |
| 6.      | 3 lutego    | 2001 | Karpacz     | Orlinek           | K-85    | ind.    | 84,5 m | 82,5 m | 215,5 pkt              | 30,5 pkt  | Veli-Matti Lindström |
| 32.     | 26 stycznia | 2002 | Schonach    | Langenwaldschanze | K-90    | ind.    | 76,5 m | 78,5 m | 173,0 pkt              | 82,5 pkt  | Janne Happonen       |

## Zimowy olimpijski festiwal młodzieży Europy

### Indywidualnie
| 2001 Vuokatti | – | 14. miejsce |

### Drużynowo
| 2001 Vuokatti | – | 11. miejsce |

### Starty na zimowym olimpijskim festiwalu młodzieży Europy – szczegółowo
| Miejsce | Dzień    | Rok  | Miejscowość | Skocznia    | Punkt K | Konkurs | Skok 1 | Skok 2 | Nota                   | Strata    | Zwycięzca      |
| ------- | -------- | ---- | ----------- | ----------- | ------- | ------- | ------ | ------ | ---------------------- | --------- | -------------- |
| 14.     | 10 marca | 2001 | Vuokatti    | Hyppyrimäki | K-90    | ind.    | 86,5 m | 78,0 m | 190,0 pkt              | 76,0 pkt  | Janne Happonen |
| 11.     | 16 marca | 2001 | Vuokatti    | Hyppyrimäki | K-90    | druż.   | 86,0 m | 80,5 m | 403,5 pkt. (196,5 pkt) | 323,5 pkt | Finlandia      |

## Puchar Świata

### Miejsca w poszczególnych konkursach
| Sezon 2000/2001                                                                              |        |        |            |                        |           |               |           |           |           |        |         |         |           |           |            |            |       |           |      |         |        |
| Kuopio                                                                                       | Kuopio | Kuopio | Oberstdorf | Garmisch-Partenkirchen | Innsbruck | Bischofshofen | Harrachov | Harrachov | Park City | Hakuba | Sapporo | Sapporo | Willingen | Willingen | Oberstdorf | Oberstdorf | Falun | Trondheim | Oslo | Planica | punkty |
| -                                                                                            | -      | -      | -          | -                      | -         | -             | -         | -         | -         | -      | -       | -       | -         | -         | q          | q          | -     | -         | -    | -       | 0      |
| Legenda                                                                                      |        |        |            |                        |           |               |           |           |           |        |         |         |           |           |            |            |       |           |      |         |        |
| 1 2 3 4-10 11-30 poniżej 30 q – zawodnik nie zakwalifikował się - – zawodnik nie wystartował |        |        |            |                        |           |               |           |           |           |        |         |         |           |           |            |            |       |           |      |         |        |

## Puchar Kontynentalny

### Miejsca w klasyfikacji generalnej
| Sezon     | Miejsce | Źródło |
| --------- | ------- | ------ |
| 2000/2001 | 131.    | [ 5 ]  |
| 2001/2002 | 160.    | [ 15 ] |
| 2002/2003 | 135.    | [ 19 ] |

### Miejsca w poszczególnych konkursachPucharu Kontynentalnego
| Sezon 2000/2001                                                                              |         |         |            |              |           |            |               |           |               |           |         |         |                  |                  |           |              |           |           |          |          |                  |               |               |               |           |            |            |           |            |            |           |           |           |        |         |               |               |              |           |        |        |           |           |           |        |        |        |        |        |        |        |        |        |        |        |        |        |        |        |        |        |        |        |        |        |        |        |        |        |        |        |        |        |        |        |        |        |        |        |
| Velenje                                                                                      | Velenje | Villach | Oberstdorf | Rælingen     | Rælingen  | Winterberg | Sankt Moritz  | Innsbruck | Bischofshofen | Sapporo   | Sapporo | Sapporo | Brotterode       | Brotterode       | Lauscha   | Lauscha      | Ramsau    | Schönwald | Westby   | Westby   | Titisee-Neustadt | Planica       | Iron Mountain | Iron Mountain | Ishpeming | Chamonix   | Chamonix   | Zakopane  | Zakopane   | Vikersund  | Vikersund | Harrachov | Harrachov | Våler  | Zaō     | Zaō           | Örnsköldsvik  | Örnsköldsvik | Hede      | punkty | punkty | punkty    | punkty    | punkty    | punkty | punkty | punkty | punkty | punkty | punkty | punkty | punkty | punkty | punkty | punkty | punkty | punkty | punkty | punkty | punkty | punkty | punkty | punkty | punkty | punkty | punkty | punkty | punkty | punkty | punkty | punkty | punkty | punkty | punkty | punkty | punkty | punkty | punkty | punkty |
| -                                                                                            | -       | -       | -          | -            | -         | -          | -             | -         | -             | -         | -       | -       | -                | -                | -         | -            | -         | 6         | -        | -        | 23               | 25            | -             | -             | -         | -          | -          | -         | -          | -          | -         | -         | -         | -      | -       | -             | -             | -            | -         | 54     | 54     | 54        | 54        | 54        | 54     | 54     | 54     | 54     | 54     | 54     | 54     | 54     | 54     | 54     | 54     | 54     | 54     | 54     | 54     | 54     | 54     | 54     | 54     | 54     | 54     | 54     | 54     | 54     | 54     | 54     | 54     | 54     | 54     | 54     | 54     | 54     | 54     | 54     | 54     |
| Sezon 2001/2002                                                                              |         |         |            |              |           |            |               |           |               |           |         |         |                  |                  |           |              |           |           |          |          |                  |               |               |               |           |            |            |           |            |            |           |           |           |        |         |               |               |              |           |        |        |           |           |           |        |        |        |        |        |        |        |        |        |        |        |        |        |        |        |        |        |        |        |        |        |        |        |        |        |        |        |        |        |        |        |        |        |        |        |
| Velenje                                                                                      | Velenje | Villach | Villach    | Oberstdorf   | Rælingen  | Rælingen   | Calgary       | Calgary   | Park City     | Park City | Oberhof | Ruka    | Ruka             | Lahti            | Lahti     | Sankt Moritz | Engelberg | Innsbruck | Sapporo  | Sapporo  | Sapporo          | Bischofshofen | Bischofshofen | Ishpeming     | Ishpeming | Courchevel | Courchevel | Lauscha   | Westby     | Westby     | Braunlage | Braunlage | Gallio    | Gallio | Planica | Iron Mountain | Iron Mountain | Schönwald    | Schönwald | Zaō    | Zaō    | Vikersund | Vikersund | Vikersund | punkty |        |        |        |        |        |        |        |        |        |        |        |        |        |        |        |        |        |        |        |        |        |        |        |        |        |        |        |        |        |        |        |        |        |        |
| -                                                                                            | -       | q       | q          | -            | -         | -          | 32            | 16        | 17            | 21        | -       | 60      | 55               | -                | -         | -            | -         | -         | -        | -        | -                | -             | -             | -             | -         | -          | -          | -         | -          | -          | -         | -         | 52        | 46     | -       | -             | -             | 68           | -         | -      | -      | -         | -         | -         | 39     |        |        |        |        |        |        |        |        |        |        |        |        |        |        |        |        |        |        |        |        |        |        |        |        |        |        |        |        |        |        |        |        |        |        |
| Sezon 2002/2003                                                                              |         |         |            |              |           |            |               |           |               |           |         |         |                  |                  |           |              |           |           |          |          |                  |               |               |               |           |            |            |           |            |            |           |           |           |        |         |               |               |              |           |        |        |           |           |           |        |        |        |        |        |        |        |        |        |        |        |        |        |        |        |        |        |        |        |        |        |        |        |        |        |        |        |        |        |        |        |        |        |        |        |
| Lahti                                                                                        | Lahti   | Liberec | Liberec    | Sankt Moritz | Engelberg | Seefeld    | Bischofshofen | Sapporo   | Sapporo       | Sapporo   | Planica | Planica | Titisee-Neustadt | Titisee-Neustadt | Braunlage | Braunlage    | Willingen | Zakopane  | Zakopane | Eisenerz | Eisenerz         | Westby        | Brotterode    | Brotterode    | Lauscha   | Ishpeming  | Ishpeming  | Ishpeming | Ruhpolding | Ruhpolding | Zaō       | Zaō       | Stryn     | Stryn  | punkty  | punkty        | punkty        | punkty       | punkty    | punkty | punkty | punkty    | punkty    | punkty    | punkty | punkty | punkty | punkty | punkty | punkty | punkty | punkty | punkty | punkty | punkty | punkty | punkty | punkty | punkty | punkty | punkty | punkty | punkty | punkty | punkty | punkty | punkty | punkty | punkty | punkty | punkty | punkty | punkty | punkty |        |        |        |        |        |
| -                                                                                            | -       | -       | -          | -            | -         | -          | -             | -         | -             | -         | -       | -       | 85               | 84               | -         | -            | -         | -         | -        | -        | -                | 51            | -             | -             | -         | 24         | 24         | 19        | -          | -          | -         | -         | -         | -      | 26      | 26            | 26            | 26           | 26        | 26     | 26     | 26        | 26        | 26        | 26     | 26     | 26     | 26     | 26     | 26     | 26     | 26     | 26     | 26     | 26     | 26     | 26     | 26     | 26     | 26     | 26     | 26     | 26     | 26     | 26     | 26     | 26     | 26     | 26     | 26     | 26     | 26     | 26     | 26     |        |        |        |        |        |
| Legenda                                                                                      |         |         |            |              |           |            |               |           |               |           |         |         |                  |                  |           |              |           |           |          |          |                  |               |               |               |           |            |            |           |            |            |           |           |           |        |         |               |               |              |           |        |        |           |           |           |        |        |        |        |        |        |        |        |        |        |        |        |        |        |        |        |        |        |        |        |        |        |        |        |        |        |        |        |        |        |        |        |        |        |        |
| 1 2 3 4-10 11-30 poniżej 30 q – zawodnik nie zakwalifikował się - – zawodnik nie wystartował |         |         |            |              |           |            |               |           |               |           |         |         |                  |                  |           |              |           |           |          |          |                  |               |               |               |           |            |            |           |            |            |           |           |           |        |         |               |               |              |           |        |        |           |           |           |        |        |        |        |        |        |        |        |        |        |        |        |        |        |        |        |        |        |        |        |        |        |        |        |        |        |        |        |        |        |        |        |        |        |        |

### Turniej Schwarzwaldzki

#### Miejsca w klasyfikacji generalnej
| Rok  | Miejsce | Punkty |
| ---- | ------- | ------ |
| 2001 | 13.     | 476,4  |
| 2002 | 84.     | 79,1   |